# 고도 (소설)
《고도》(古都)는 일본의 소설가 가와바타 야스나리가 1962년에 낸 소설이다.
마이니치 신문에 1961년 10월부터 1962년 1월까지 연재되었던 소설이다.

### 한국어 번역판
- 백양출판사 출판/서계인 옮김/1991년 7월
- 눈과마음사 출판/정난진 번역/2006년 6월

## 같이 보기
- 기온마쓰리
- 다케토리 이야기
- 무네카타 자매들 (영화) (宗方姉妹) - 1950년 8월 8일 개봉한 오즈 야스지로 감독의 일본 영화. 오사라기 지로의 동명소설을 바탕으로 만들었다.
- 사사메유키 - 세설(細雪)이라고도 불리는 장편소설
- 야사카 신사
- 오사라기 지로 (大佛次郞)
- 지다이마쓰리